# قائمة تشريعات التعمير (مصر)
قوانين وقرارات التعمير في مصر

## التخطيط العمراني
| م | التشريع المنظم                                                                                            | تشريعات التعديلات                     | قرارات اللائحة التنفيذية للتشريع المنظم | الحالة | ملاحظات |
| - | --- | ------------------------------------- | --------------------------------------- | ------ | --- |
|   | إنشاء قاعدة بيانات الرقم القومي الموحد للعقارات قانون رقم 88 لسنة 2025                                    |                                       |                                         |        | |
|   | خريطة تنمية أراضي جمهورية مصر العربية قرار رئيس الجمهورية رقم 62 لسنة 2018                                |                                       |                                         |        | |
|   | إنشاء المركز الوطني لتخطيط استخدامات أراضي الدولة قرار رئيس الجمهورية رقم 153 لسنة 2001                   |                                       |                                         |        | |
|   | التخطيط العمراني قانون رقم 3 لسنة 1982                                                                    |                                       |                                         |        | |
|   | إنشاء الهيئة العامة للتخطيط العمراني قرار رئيس الجمهورية رقم 1093 لسنة 1973                               | قرار رئيس الجمهورية رقم 655 لسنة 1980 |                                         |        | ألغي بموجبه: - قرار رئيس الجمهورية رقم 2102 لسنة 1965 - قرار رئيس الجمهورية رقم 3812 لسنة 1966 - قرار رئيس الجمهورية رقم 3813 لسنة 1966 |
|   | تشكيل اللجنة الدائمة لتعمير منطقة شاطىء خليج السويس قرار رئيس الجمهورية رقم 3813 لسنة 1966                |                                       |                                         | ملغي   | |
|   | إنشاء اللجنة العليا للتخطيط الإقليمي والعمراني لمنطقة الإسكندرية قرار رئيس الجمهورية رقم 3812 لسنة 1966   |                                       |                                         | ملغي   | |
|   | تشكيل لجنة عليا لتخطيط القاهرة الكبرى والإشراف على تنفيذ مشروعاتها قرار رئيس الجمهورية رقم 2102 لسنة 1965 |                                       |                                         | ملغي   | |

## بحوث البناء
| م | التشريع المنظم                                                                       | تشريعات التعديلات                                                             | قرارات اللائحة التنفيذية للتشريع المنظم | الحالة | ملاحظات                           |
| - | ------------------------------------------------------------------------------------ | ----------------------------------------------------------------------------- | --------------------------------------- | ------ | --------------------------------- |
|   | إعادة تنظيم المركز القومي لبحوث الإسكان والبناء قرار رئيس الجمهورية رقم 63 لسنة 2005 |                                                                               | قرار رئيس الجمهورية رقم 64 لسنة 2005    |        |                                   |
|   | مركز بحوث الإسكان والبناء والتخطيط العمراني قرار رئيس الجمهورية رقم 46 لسنة 1977     |                                                                               |                                         |        | حل بموجبه: - محل معهد بحوث البناء |
|   | إنشاء معهد لأبحاث البناء قانون رقم 495 لسنة 1954                                     | - قانون رقم 125 لسنة 1956 - قانون رقم 180 لسنة 1955 - قانون رقم 539 لسنة 1954 |                                         |        |                                   |

## المجتمعات العمرانية الجديدة
| م | التشريع المنظم                                           | تشريعات التعديلات                                | قرارات اللائحة التنفيذية للتشريع المنظم | الحالة | ملاحظات |
| - | -------------------------------------------------------- | ------------------------------------------------ | --------------------------------------- | ------ | ------- |
|   | إنشاء المجتمعات العمرانية الجديدة قانون رقم 59 لسنة 1979 | - قانون رقم 1 لسنة 2018 - قانون رقم 86 لسنة 1997 |                                         |        |         |

## نزع الملكية للمنفعة العامة
| م | التشريع المنظم                                           | تشريعات التعديلات                                 | قرارات اللائحة التنفيذية للتشريع المنظم | الحالة | ملاحظات |
| - | -------------------------------------------------------- | ------------------------------------------------- | --------------------------------------- | ------ | ------- |
|   | نزع ملكية العقارات للمنفعة العامة قانون رقم 10 لسنة 1990 | - قانون رقم 187 لسنة 2020 - قانون رقم 1 لسنة 2015 |                                         |        |         |

## تنظيم المباني وأعمال البناء
| م | التشريع المنظم                                                                                       | تشريعات التعديلات | قرارات اللائحة التنفيذية للتشريع المنظم | الحالة | ملاحظات |
| - | --- | --- | --- | ------ | --- |
|   | البناء قانون رقم 119 لسنة 2008                                                                       | قانون رقم 23 لسنة 2015 | - قرار وزاري رقم 120 لسنة 2025 - قرار وزاري رقم 410 لسنة 2021 - قرار وزاري رقم 296 لسنة 2021 - قرار وزاري رقم 272 لسنة 2013 - قرار وزاري رقم 109 لسنة 2013 - قرار وزاري رقم 144 لسنة 2009 |        | ألغي بموجبه: - القانون رقم 106 لسنة 1976 (فيما عدا المادة 13 مكرر) - القانون رقم 3 لسنة 1982 - المادة 9 من القانون رقم 136 لسنة 1981 - الفصل الثاني من الباب الثاني والفصل الثاني من الباب الرابع من القانون رقم 49 لسنة 1977 في شأن تأجير وبيع الأماكن وتنظيم العلاقة بين المؤجر والمستأجر |
|   | تنظيم هدم المباني والمنشآت غير الآيلة للسقوط والحفاظ على التراث المعماري قانون رقم 144 لسنة 2006     | | - قرار وزاري رقم 649 لسنة 2016 - قرار وزاري رقم 266 لسنة 2006 |        | |
|   | تنظيم جهاز التفتيش الفني على أعمال البناء قانون رقم 29 لسنة 1993                                     | | |        | |
|   | التخطيط العمراني قانون رقم 3 لسنة 1982                                                               | | | ملغي   | |
|   | الأبنية والأعمال التي تمت بالمخالفة لأحكام قانون تقسيم الأراضي المعدة للبناء قانون رقم 135 لسنة 1981 | | |        | |
|   | توجيه وتنظيم أعمال البناء قانون رقم 106 لسنة 1976                                                    | - قانون رقم 4 لسنة 2006 - قانون رقم 101 لسنة 1996 - قانون رقم 25 لسنة 1992 - قانون رقم 99 لسنة 1986 - قانون رقم 54 لسنة 1984 - قانون رقم 30 لسنة 1983 - قانون رقم 2 لسنة 1982 | قرار وزاري رقم 268 لسنة 1996 | ملغي   | |
|   | تنظيم ترميم وصيانة وتعلية المباني قانون رقم 1 لسنة 1966                                              | | |        | |
|   | أسس تصميم وشروط تنفيذ الأعمال الإنشائية وأعمال البناء قانون رقم 6 لسنة 1964                          | | |        | |
|   | تنظيم هدم المباني قانون رقم 178 لسنة 1961                                                            | | |        | |
|   | تنظيم المباني قانون رقم 45 لسنة 1962                                                                 | | |        | |
|   | تنظيم توجيه أعمال البناء والهدم قانون رقم 344 لسنة 1956                                              | - قانون رقم 91 لسنة 1961 - قانون رقم 79 لسنة 1957 | |        | |
|   | تنظيم المباني قانون رقم 656 لسنة 1954                                                                | قانون رقم 291 لسنة 1956 | |        | |
|   | تنظيم المباني قانون رقم 93 لسنة 1948                                                                 | - قانون رقم 605 لسنة 1953 - قانون رقم 310 لسنة 1952 | |        | |
|   | تقسيم الأراضي المعدة للبناء قانون رقم 52 لسنة 1940                                                   | قانون رقم 2 لسنة 1952 | |        | |
|   | تنظيم المباني قانون رقم 51 لسنة 1940                                                                 | | |        | |
|   | أحكام مصلحة التنظيم الأمر العالي الصادر في 26 أغسطس 1889                                             | - قانون رقم 120 لسنة 1954 - قانون رقم 118 لسنة 1948 | |        | |

## تصالح مخالفات البناء
| م | التشريع المنظم                                                       | تشريعات التعديلات     | قرارات اللائحة التنفيذية للتشريع المنظم | الحالة | ملاحظات                                 |
| - | -------------------------------------------------------------------- | --------------------- | --- | ------ | --------------------------------------- |
|   | التصالح في بعض مخالفات البناء وتقنين أوضاعها قانون رقم 187 لسنة 2023 |                       | - قرار رئيس مجلس الوزراء رقم 3528 لسنة 2024 - قرار رئيس مجلس الوزراء رقم 3504 لسنة 2024 - قرار رئيس مجلس الوزراء رقم 1921 لسنة 2024 - قرار رئيس مجلس الوزراء رقم 1676 لسنة 2024 - قرار رئيس مجلس الوزراء رقم 1121 لسنة 2024 | ساري   | ألغي بموجبه: - القانون رقم 17 لسنة 2019 |
|   | التصالح في بعض مخالفات البناء وتقنين أوضاعها قانون رقم 17 لسنة 2019  | قانون رقم 1 لسنة 2020 | - قرار رئيس مجلس الوزراء رقم 936 لسنة 2020 - قرار رئيس مجلس الوزراء رقم 800 لسنة 2020 - قرار رئيس مجلس الوزراء رقم 1631 لسنة 2019                                                                                           | ملغي   |                                         |

## اتحاد مقاولي البناء
| م | التشريع المنظم                                                       | تشريعات التعديلات       | قرارات اللائحة التنفيذية للتشريع المنظم | الحالة | ملاحظات |
| - | -------------------------------------------------------------------- | ----------------------- | --------------------------------------- | ------ | ------- |
|   | إنشاء الاتحاد المصري لمقاولي التشييد والبناء قانون رقم 104 لسنة 1992 | قانون رقم 103 لسنة 1993 |                                         |        |         |

## ايجار العقارات
| م | التشريع المنظم | تشريعات التعديلات | قرارات اللائحة التنفيذية للتشريع المنظم | الحالة | ملاحظات |
| - | --- | --- | --------------------------------------- | ------ | --- |
|   | بشأن بعض الأحكام المتعلقة بقوانين ايجار الأماكن وإعادة تنظيم العلاقة بين المؤجر و المستأجر قانون رقم 164 لسنة 2025                                          | |                                         |        | |
|   | سريان أحكام القانون المدني على الأماكن التى لم يسبق تأجيرها والأماكن التي انتهت أو تنتهي عقود ايجارها دون أن يكون لأحد حق البقاء فيها قانون رقم 4 لسنة 1996 | - قانون رقم 165 لسنة 2025 - قانون رقم 137 لسنة 2006 |                                         |        | |
|   | بعض الأحكام الخاصة بتأجير وبيع الأماكن وتنظيم العلاقة بين المؤجر والمستأجر قانون رقم 136 لسنة 1981                                                          | عدم دستورية الفقرة الأولى من كل من المادتين رقم 1 و2 من القانون 136 لسنة 1981                                                                           |                                         |        | |
|   | تأجير وبيع الأماكن وتنظيم العلاقة بين المؤجر والمستأجر قانون رقم 49 لسنة 1977                                                                               | قانون رقم 6 لسنة 1997 | قرار رئيس الجمهورية رقم 237 لسنة 1997   |        | |
|   | إيجار الأماكن وتنظيم العلاقة بين المؤجرين والمستأجرين قانون رقم 52 لسنة 1969                                                                                | |                                         |        | ألغي بموجبه: - القانون رقم 121 لسنة 1947 - القانون رقم 605 لسنة 1954 - القانون رقم 46 لسنة 1962 - القانون رقم 7 لسنة 1965 |
|   | تخفيض إيجار المساكن قانون رقم 7 لسنة 1965 | |                                         | ملغي   | |
|   | تحديد إيجار الأماكن قانون رقم 46 لسنة 1962 | |                                         | ملغي   | |
|   | خفض إيجارات قانون رقم 169 لسنة 1961 | |                                         |        | |
|   | خفض إيجار الأماكن قانون رقم 168 لسنة 1961 | |                                         |        | |
|   | خفض إيجارات الأماكن قانون رقم 55 لسنة 1958 | |                                         |        | |
|   | المنشآت الآيلة للسقوط قانون رقم 605 لسنة 1954 | |                                         | ملغي   | |
|   | خفض إيجار الأماكن قانون رقم 199 لسنة 1952 | |                                         |        | |
|   | القانون المدني قانون رقم 131 لسنة 1948 | - قانون رقم 155 لسنة 2024 - قانون رقم 137 لسنة 2006 - قانون رقم 4 لسنة 1996 - قانون رقم 55 لسنة 1970 - قانون رقم 39 لسنة 1959 - قانون رقم 147 لسنة 1957 |                                         | ساري   | |
|   | إيجار الأماكن وتنظيم العلاقات بين المؤجرين والمستأجرين قانون رقم 121 لسنة 1947                                                                              | قانون رقم 353 لسنة 1956 |                                         | ملغي   | |

## تملك غير المصريين للعقارات
| م | التشريع المنظم                                                                   | تشريعات التعديلات                                 | قرارات اللائحة التنفيذية للتشريع المنظم | الحالة | ملاحظات                                 |
| - | -------------------------------------------------------------------------------- | ------------------------------------------------- | --------------------------------------- | ------ | --------------------------------------- |
|   | تنظيم تملك غير المصريين للعقارات المبنية والأراضي الفضاء قانون رقم 230 لسنة 1996 |                                                   |                                         |        | ألغي بموجبه: - القانون رقم 56 لسنة 1988 |
|   | تنظيم تملك غير المصريين للعقارات المبنية والأراضي الفضاء قانون رقم 56 لسنة 1988  |                                                   |                                         | ملغي   | ألغي بموجبه: - القانون رقم 81 لسنة 1976 |
|   | تنظيم تملك غير المصريين للعقارات المبنية والأراضي الفضاء قانون رقم 81 لسنة 1976  | - قانون رقم 8 لسنة 1986 - قانون رقم 106 لسنة 1985 |                                         | ملغي   |                                         |

## أراضي وعقارات الدولة
| م | التشريع المنظم | تشريعات التعديلات | قرارات اللائحة التنفيذية للتشريع المنظم                                                    | الحالة | ملاحظات |
| - | --- | --- | ------------------------------------------------------------------------------------------ | ------ | --- |
|   | بعض قواعد وإجراءات التصرف في أملاك الدولة الخاصة قانون رقم 144 لسنة 2017                                                              | | الأحكام المنفذة: - قرار مجلس الوزراء رقم 11 لسنة 2019 - قرار مجلس الوزراء رقم 18 لسنة 2017 |        | |
|   | قواعد التصرف بالمجان في الأراضي الصحراوية المملوكة للدولة أو للأشخاص الاعتبارية العامة لإقامة مشروعات استثمارية قانون رقم 5 لسنة 1996 | |                                                                                            |        | |
|   | بعض الأحكام المتعلقة بأملاك الدولة الخاصة قانون رقم 7 لسنة 1991                                                                       | - قانون رقم 184 لسنة 2018 - قانون رقم 83 لسنة 2016 - قانون رقم 86 لسنة 1997                                                    |                                                                                            |        | |
|   | قواعد التصرف في أملاك الدولة الخاصة إلى واضعي اليد عليها قرار رئيس مجلس الوزراء رقم 857 لسنة 1985                                     | قرار رئيس مجلس الوزراء رقم 1107 لسنة 1995                                                                                      |                                                                                            |        | |
|   | بعض القواعد الخاصة بالتصرف في أملاك الدولة الخاصة قانون رقم 31 لسنة 1984                                                              | |                                                                                            |        | |
|   | الأراضي الصحراوية قانون رقم 143 لسنة 1981                                                                                             | - قانون رقم 11 لسنة 2024 - قانون رقم 72 لسنة 1996 - قانون رقم 96 لسنة 1995 - قانون رقم 205 لسنة 1991 - قانون رقم 55 لسنة 1988  |                                                                                            |        | ألغي بموجبه: - الأحكام المتعلقة بالأراضي الصحراوية بالقانون رقم 100 لسنة 1964 |
|   | تنظيم تأجير العقارات المملوكة للدولة ملكية خاصة والتصرف فيها قانون رقم 100 لسنة 1964                                                  | - قانون رقم 129 لسنة 1974 - قانون رقم 17 لسنة 1969 - قانون رقم 36 لسنة 1967                                                    |                                                                                            |        | ألغي بموجبه: - القانون رقم 111 لسنة 1945 - القانون رقم 306 لسنة 1955 - القانون رقم 124 لسنة 1958 - القانون رقم 192 لسنة 1958 - القانون رقم 8 لسنة 1960 - قرار رئيس الجمهورية رقم 166 لسنة 1958 - قرار رئيس الجمهورية رقم 1385 لسنة 1958 - قرار رئيس الجمهورية رقم 2015 لسنة 1960 في شأن تحديد إشراف وزارة الحربية على الجمعيات التعاونية المختلفة بمحافظات الحدود |
|   | توزيع الأراضي التي قامت الهيئة المصرية الأمريكية لإصلاح الريف بإستصلاحها قانون رقم 8 لسنة 1960                                        | |                                                                                            | ملغي   | |
|   | الشروط والأوضاع اللازمة لبيع طرح النهر لصغار المزارعين قرار رئيس الجمهورية رقم 1385 لسنة 1958                                         | |                                                                                            | ملغي   | |
|   | تنظيم أمور طرح النهر وأكله قانون رقم 192 لسنة 1958                                                                                    | |                                                                                            | ملغي   | ألغي بموجبه: - القانون رقم 181 لسنة 1957 |
|   | تنظيم تملك الأراضي الصحراوية قانون رقم 124 لسنة 1958                                                                                  | قانون رقم 259 لسنة 1959 |                                                                                            | ملغي   | |
|   | قواعد التصرف بالمجان في العقارات المملوكة للدولة والنزول عن أموالها المنقولة قانون رقم 29 لسنة 1958                                   | - قانون رقم 56 لسنة 1975 - قانون رقم 10 لسنة 1969 - قانون رقم 25 لسنة 1962 - قانون رقم 251 لسنة 1959 - قانون رقم 204 لسنة 1958 |                                                                                            |        | |
|   | طرح النهر وأكله قانون رقم 181 لسنة 1957                                                                                               | |                                                                                            | ملغي   | ألغي بموجبه: - المادة 19 مكرر من القانون رقم 114 لسنة 1946 في شأن تنظيم الشهر العقاري - القانون رقم 73 لسنة 1953 |
|   | توزيع الأراضي التي قامت الهيئة المصرية الأمريكية لإصلاح الريف باستصلاحها قانون رقم 306 لسنة 1955                                      | |                                                                                            | ملغي   | |
|   | طرح النهر وأكله قانون رقم 73 لسنة 1953                                                                                                | - قانون رقم 36 لسنة 1955 - قانون رقم 427 لسنة 1953                                                                             |                                                                                            | ملغي   | ألغي بموجبه: - القانون رقم 48 لسنة 1932 |
|   | تنظيم تملك العقارات في أقسام الحدود قانون رقم 111 لسنة 1945                                                                           | |                                                                                            | ملغي   | |
|   | طرح البحر وأكله قانون رقم 48 لسنة 1932                                                                                                | |                                                                                            | ملغي   | |

## الشهر العقاري
| م | التشريع المنظم                                                                      | تشريعات التعديلات | قرارات اللائحة التنفيذية للتشريع المنظم                                                                                                   | الحالة | ملاحظات |
| - | ----------------------------------------------------------------------------------- | --- | --- | ------ | ------- |
|   | تنظيم بعض أحكام الشهر العقاري في المجتمعات العمرانية الجديدة قانون رقم 27 لسنة 2018 | | قرار وزاري رقم 8547 لسنة 2018 |        |         |
|   | إنشاء صندوق للسجل العيني قانون رقم 56 لسنة 1978                                     | | |        |         |
|   | تنظيم الوكالة في أعمال الشهر العقارى والتوثيق قانون رقم 24 لسنة 1968                | | |        |         |
|   | السجل العيني قانون رقم 142 لسنة 1964                                                | قانون رقم 83 لسنة 2006 | قرار وزاري رقم 825 لسنة 1975 |        |         |
|   | رسوم التوثيق والشهر قانون رقم 70 لسنة 1964                                          | - قانون رقم 67 لسنة 2021 - قانون رقم 163 لسنة 2019 - قانون رقم 83 لسنة 2006 - قانون رقم 3 لسنة 2004 - قانون رقم 9 لسنة 2003 - قانون رقم 225 لسنة 1996 - قانون رقم 224 لسنة 1996 - قرار رئيس الجمهورية رقم 84 لسنة 1994 - قانون رقم 6 لسنة 1991 - قانون رقم 94 لسنة 1980                | |        |         |
|   | تنظيم مصلحة الشهر العقاري والتوثيق قانون رقم 5 لسنة 1964                            | | |        |         |
|   | التوثيق قانون رقم 68 لسنة 1947                                                      | - قانون رقم 103 لسنة 1976 - قانون رقم 629 لسنة 1955 | - قرار وزاري رقم 4730 لسنة 2020 - قرار وزاري رقم 9200 لسنة 2015 - قرار رئيس الجمهورية رقم 820 لسنة 1963 - المرسوم الصادر في 3 نوفمبر 1947 |        |         |
|   | تنظيم الشهر العقاري قانون رقم 114 لسنة 1946                                         | - قانون رقم 9 لسنة 2022 - قانون رقم 5 لسنة 2021 - قانون رقم 186 لسنة 2020 - قانون رقم 223 لسنة 1996 - قانون رقم 25 لسنة 1976 - قانون رقم 170 لسنة 1960 - قانون رقم 136 لسنة 1957 - قانون رقم 82 لسنة 1957 - قانون رقم 222 لسنة 1956 - قانون رقم 69 لسنة 1950 - قانون رقم 157 لسنة 1947 | - قرار وزاري رقم 9310 لسنة 2020 - قرار رئيس الجمهورية رقم 1955 لسنة 1963 - المرسوم الصادر في 14 أغسطس 1946                                |        |         |

## تعاونيات البناء والإسكان
| م | التشريع المنظم                                                                                           | تشريعات التعديلات                                  | قرارات اللائحة التنفيذية للتشريع المنظم | الحالة | ملاحظات |
| - | --- | -------------------------------------------------- | --------------------------------------- | ------ | --- |
|   | التعاون الإسكاني قانون رقم 14 لسنة 1981                                                                  | - قانون رقم 122 لسنة 2008 - قانون رقم 15 لسنة 1982 |                                         |        | |
|   | الهيئات العامة الإقتصادية وصناديق التمويل ذات الطابع الإقتصادي قرار رئيس مجلس الوزراء رقم 1039 لسنة 1979 |                                                    |                                         |        | تم بموجبه اعتبار الهيئة العامة لتعاونيات البناء والإسكان من الهيئات الاقتصادية التي تقوم بتدبير مواردها ذاتياً |
|   | تنظيم الهيئة العامة لتعاونيات البناء والإسكان قرار رئيس الجمهورية رقم 193 لسنة 1977                      |                                                    |                                         |        | |
|   | تنظيم المؤسسة المصرية التعاونية للبناء والإسكان قرار رئيس الجمهورية رقم 4420 لسنة 1965                   |                                                    |                                         |        | |
|   | إنشاء المؤسسة العامة التعاونية للإسكان قرار رئيس الجمهورية رقم 319 لسنة 1961                             |                                                    |                                         |        | |

## أنظر أيضاً
- قائمة تشريعات الاستثمار والمناطق الحرة (مصر)
- قائمة تشريعات المناطق الاقتصادية (مصر)
- قائمة تشريعات التعاقدات والمناقصات والمزايدات (مصر)
- قائمة تشريعات الطاقة والثروة المعدنية (مصر)
- قائمة تشريعات السياحة (مصر)
- قائمة تشريعات الصناعة (مصر)
- قائمة تشريعات الزراعة (مصر)
- قائمة تشريعات النقل (مصر)
- قائمة تشريعات الصحة (مصر)
- قائمة تشريعات الرياضة (مصر)
- قائمة تشريعات التنمية (مصر)
- قائمة تشريعات التجارة والشركات (مصر)
- قائمة تشريعات المواصفات والقياس (مصر)
- قائمة تشريعات الاستيراد والتصدير (مصر)
- قائمة تشريعات الإتفاقيات الدولية (مصر)
- قائمة تشريعات الرقابة والحماية والتحكيم (مصر)
- قائمة تشريعات الأسواق والأدوات المالية غير المصرفية (مصر)
- قائمة تشريعات المصارف والنقد (مصر)
- قائمة تشريعات الضرائب والجمارك والرسوم (مصر)
- قائمة تشريعات العمل (مصر)